# God Loves Ugly
Albums de Atmosphere
Lucy Ford: The Atmosphere EP's
(2001) Seven's Travels
(2003)
God Loves Ugly est le deuxième album studio d'Atmosphere, sorti le 12 juin 2002.
L'album s'est classé 1er au Heatseekers, 43e au Top R&B/Hip-Hop Albums et 139e au Billboard 200.

## Liste des titres
| No  | Titre                           | Contient un (des) sample(s) de | Durée |
| --- | ------------------------------- | --- | ----- |
| 1.  | Onemosphere                     | The Politician de Lou Rawls | 2:19  |
| 2.  | The Bass and the Movement       | Foolish Girl du Brian Auger's Oblivion Express N 2 Gether Now de Limp Bizkit featuring Method Man et DJ Premier Step Off de Grandmaster Melle Mel and The Furious Five | 4:04  |
| 3.  | Give Me                         | Crossing de Double Image | 4:02  |
| 4.  | Fuck You Lucy                   | You're a Miracle de Jesse Green Citizens of Science du Yellow Magic Orchestra                                                                                          | 5:33  |
| 5.  | Hair                            | Body Pillow d'Atmosphere | 3:23  |
| 6.  | GodLovesUgly                    | Once Upon a Time in the Projects d'Ice Cube | 3:52  |
| 7.  | A Song About a Friend           | Wisdom Eye d'Alice Coltrane | 4:28  |
| 8.  | Flesh (featuring I Self Devine) | | 4:09  |
| 9.  | Saves the Day                   | Musique Non Stop de Kraftwerk Rain du Mystic Moods Orchestra You Can Fly des Sons of Champlin                                                                          | 3:44  |
| 10. | Lovelife                        | B.L.A.K. Culture de Beyond featuring Slug | 3:35  |
| 11. | Breathing                       | Silver Sword de Flora Purim featuring Carlos Santana | 3:02  |
| 12. | Vampires                        | Magical Connection de Gábor Szabó | 4:19  |
| 13. | A Girl Named Hope               | | 2:09  |
| 14. | Godlovesugly Reprise            | Four Walls d'Eddie Holman I Can't See Me Without You du Main Ingredient                                                                                                | 1:49  |
| 15. | Modern Man's Hustle             | Long Distance Love de Little Feat | 3:47  |
| 16. | One of a Kind                   | Speak Her Name de Walter Jackson | 3:30  |
| 17. | Blamegame                       | | 4:50  |
| 18. | Shrapnel                        | Man With a Harmonica d'Ennio Morricone | 6:53  |